# Ottfingen
Ottfingen ist eine zur Gemeinde Wenden (Kreis Olpe) gehörende Ortschaft im Sauerland.

## Geographie
Ottfingen befindet sich im Südwesten des Naturparks Sauerland-Rothaargebirge inmitten einer abwechslungsreichen Mittelgebirgslandschaft. Die Flora wird durch Nadel-, Laub- und Mischwald sowie Grünland geprägt. Unweit des Ortes befindet sich die Autobahnauffahrt Olpe-Süd zur A 4 Richtung Köln sowie der A 45 (Sauerlandlinie) Richtung Dortmund bzw. Gießen.

## Kultur

### Musik
Mit Musik beschäftigen sich in Ottfingen die Ottfinger Chöre e. V. mit dem Männerchor Frohsinn (gegründet 1921), dem Männerchor VocalArt (gegründet 1991), dem Frauenchor (gegründet 1970), dem Kinder- und Jugendchor bella musica (gegründet 1996) sowie den gemischten Stimmen Stimmwerk (gegründet 2012), der gemischte Kirchenchor St.Hubertus, der Musikverein Treue 1959 e. V. und das Tambourcorps.

### Bauwerke

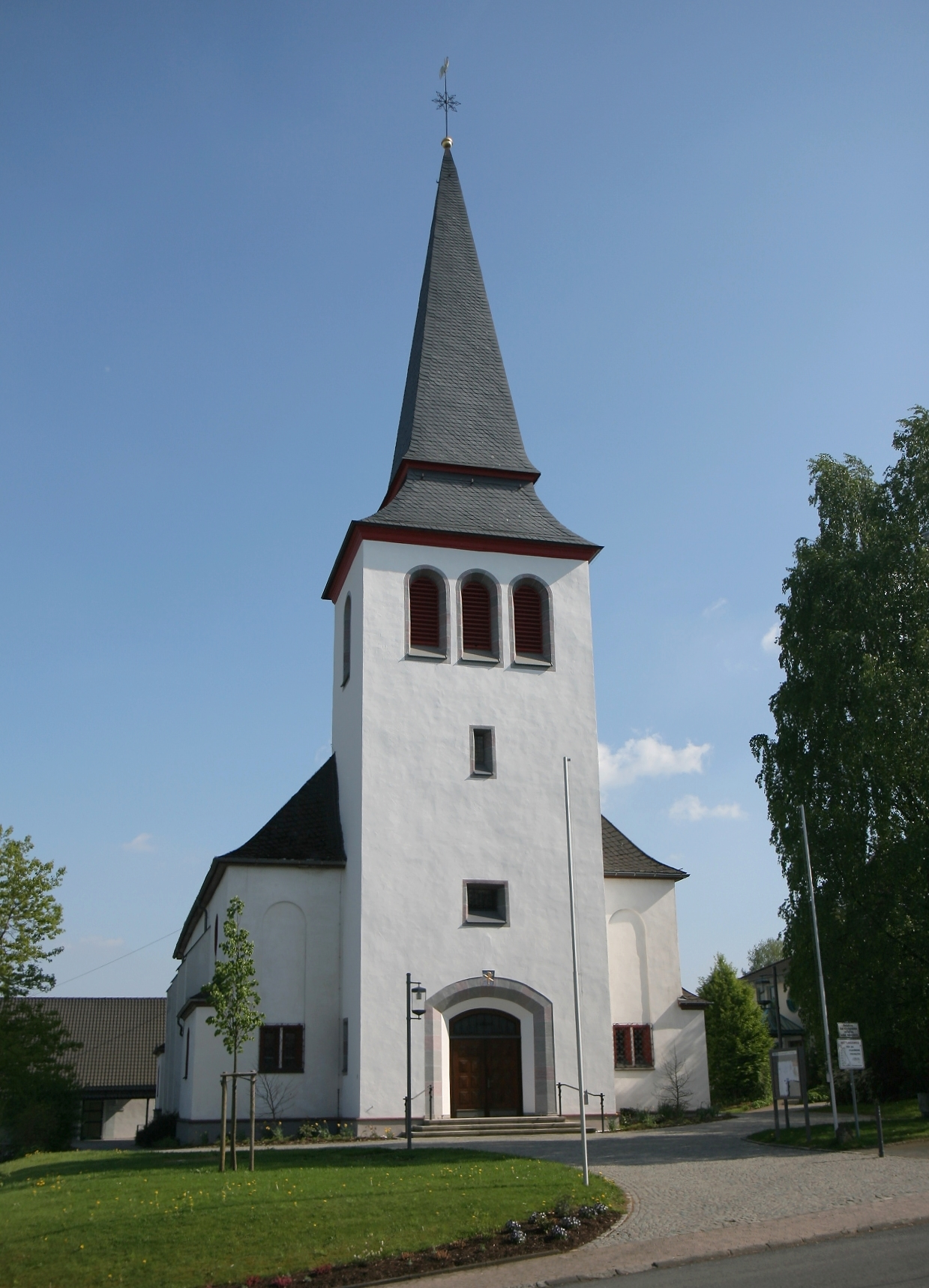
Katholische Pfarrkirche St. Hubertus

Die Kapelle Aale Kapäll steht im Kern von Ottfingen und ist zugleich das Wahrzeichen. Experten schätzen, dass sie zwischen dem 12. und 13. Jahrhundert erbaut wurde. Die im Turm befindliche Glocke trägt die in römischen Ziffern eingegossene Jahreszahl von 1489.

### Volksfeste
Das Ottfinger Schützenfest findet traditionell am 3. Juni-Wochenende statt und zählt zu den größeren seiner Art in der Gemeinde Wenden.

### Sport
Der Sportverein SV Ottfingen trainiert und spielt auf einem 1993 erbauten Kunstrasenplatz.

## Wirtschaft und Infrastruktur

### Ansässige Unternehmen
- Berker

## Persönlichkeiten
- August Halbe (1912–1974), erster Pfarrer und Erbauer der Heimkehrer-Dankeskirche
- Heribert Niederschlag SAC (* 1944), Moraltheologe
- Friedhelm Decher (* 1954), Philosoph und Schriftsteller
- Isabel Schneider (* 1991), Volleyball- und Beachvolleyballspielerin